# دیکسی دین
ویلیام رالف "دیکسی" دین (به انگلیسی: Dixie Dean)، بازیکن فوتبال اهل انگلستان بود که سابقهٔ بازی در تیم ملی فوتبال انگلستان را در کارنامهٔ خود دارد. وی در تاریخ ۱۲ فوریه ۱۹۲۷، نخستین بازی ملی خود را در مقابل تیم ملی فوتبال ولز انجام داد و با حضور در ۱۶ بازی ملی، در تاریخ ۱۷ اکتبر ۱۹۳۲، آخرین بازی ملی‌اش را در برابر تیم ملی فوتبال ایرلند شمالی انجام داد. این بازیکن توانست در بازی‌های ملی، ۱۸ گل به ثمر برساند. وی با زدن ۶۰ گل با لباس اورتون در سال ۱۹۲۸، دارای رکورد بیشترین گل زده در یک فصل می‌باشد و در آن فصل زمینه‌ساز اصلی قهرمانی تیمش شد و او با ۳۸۴ گل زده در کل رقابت ها برای اورتون برترین گلزن پرمیر لیگ و اورتون است.